# Кареджи
Кареджи (Кареджский) — островок в юго-западной части Ладожского озера. Относится к Кировскому району Ленинградской области. Остров вытянут в длину на 1,8 км; ширина — 250 м.
Находится в 7,7 мили к северо-западу от устья речки Кобона. Восточная часть острова низменная, песчано-каменистая, местами покрытая травой. Западная часть острова более высокая. К востоку от острова на расстоянии до 8 кбт простирается полоса зарослей тростника шириной до 1,6 кбт, среди которых находится много небольших низменных песчаных островков.
От мыса Литтига до острова под водой тянется мелководная Кареджская коса, глубиной 0,1 — 0,8 м.
В 1941 году уровень воды в Ладожском озере упал, коса обнажилась. Через неё доставлялись грузы для осаждённого Ленинграда.
С навигацией 1944 года на Ладоге начались десантные операции по освобождению Ленинградской области от остатков немецких и финских войск. Побывали десантники и на острове Кареджи.
На западной оконечности острова установлен Маяк Кареджи. При маяке имеется звукосигнальная установка.
На северной части находится металлический резервуар, вероятно из под горючего, величиной с железнодорожную цистерну.